# Jitrocel nejvyšší
Jitrocel nejvyšší (Plantago altissima) je rostlina z rodu jitrocel která je v České republice považována za již vyhynulou (A1).

## Výskyt
Jedná se o rostlinný druh s areálem výskytu omezeným na jihovýchod Evropy. Jeho severní hranice rozšíření prochází jihozápadem Rakouska, Slovenskem a Maďarskem, jižní hranice vede koncem Balkánského poloostrova. Ještě v polovině 20. století tato rostlina vyrůstala, i když jen vzácně, na jižní Moravě v okolí Břeclavě. Nyní již nejsou po více než 50 let věrohodné údaje o jejím výskytu v české přírodě.
Nejblíže ČR se tento druh vyskytuje na Slovensku (slovensky skorocel najvyšší) kde vyrůstá ojediněle na Záhorské a Podunajské nížině v okolí řek Moravy a Dunaje. Počátkem 20. století rostl na Slovensku ještě asi na padesáti lokalitách, v současnosti je řazen do kategorie mezi kriticky ohrožené druhy (CR).

## Popis
Vytrvalá rostlina dorůstající do průměrné výše 50 až 90 cm. Z poměrně dlouhého, plazivého a jen málo větveného oddenku s tlustými kořeny vyrůstá několik listových růžic které jsou tvořené početnými kopinatými listy rostoucími vzpřímeně. Listy bývají dlouhé 20 až 40 a široké 2 až 5 cm, dole jsou zúžené do řapíku a na vrcholu zahrocené, po obvodě bývají celistvé nebo oddáleně zubaté, mají výraznou podélnou žilnatinu s pěti až sedmi žilkami a za mládí jsou porostlé bělavými chlupy.
Pevné přímé nebo obloukovitě prohnuté stvoly, vysoké 50 až 90 cm, jsou hranaté (se 6 až 12 podélnými rýhami) a přitiskle chlupaté. Na jejich vrcholech jsou do hustých elipsoidních či válcovitých, 2 až 7 cm dlouhých klasů sestaveny oboupohlavné květy s asi 6 mm vejčitými listeny které jsou na koncích dlouze špičaté. Čtyři suchoblanité, zašpičatělé, roztroušeně chlupaté kališní lístky jsou 4 mm dlouhé a dva z nich jsou srostlé. Stejný počet vejčitých korunních lístků tvoří trubku, jejích nahnědlé laloky jsou 2,5 mm dlouhé. Čtyři hnědavé nitky tyčinek dosahují délky 6 až 10 mm a nesou žlutooranžové, 3 mm velké prašníky. Ploidie druhu je 2n = 72.
Plodem je podlouhlá 4 mm tobolka s uťatým vrcholem. Obsahuje několik, téměř 3 mm dlouhých, červenohnědých lesklých semen.

## Ekologie
Místem růstu jitrocele nejvyššího jsou vlhké a mokré louky, taktéž i občas zaplavované močály převážně aluviálního charakteru. Nejlépe mu vyhovují neutrální až mírně alkalické písčité a hlinito-písčité půdy v teplých, nížinatých oblastech. Poblíž mořských pobřeží rostliny snášejí i brakickou vodu.